# Fiebrigella theryi
Fiebrigella theryi är en tvåvingeart som först beskrevs av Seguy 1946.  Fiebrigella theryi ingår i släktet Fiebrigella och familjen fritflugor. Inga underarter finns listade i Catalogue of Life.